# One Too Many (singolo)
One Too Many è un singolo del cantante australiano Keith Urban e della cantautrice statunitense Pink, pubblicato il 16 settembre 2020 come terzo estratto dall'undicesimo album in studio di Keith Urban The Speed of Now Part 1.

## Promozione
Il brano è stato eseguito dai due interpreti agli Academy of Country Music Awards il 16 settembre 2020.

## Video musicale
Il video musicale, diretto da Dano Cerny, è stato reso disponibile il 17 settembre 2020.

## Tracce
Testi e musiche di Keith Urban, Alecia Moore, James Norton, Cleo Tighe, Daniel Davidsen, Peter Wallevik e Mich Hansen.
1. One Too Many – 3:23

## Formazione
Musicisti
- Keith Urban – voce, chitarra acustica, chitarra elettrica
- Pink – voce
- Boy Matthews – cori
- Cleo Tighe – cori
- Daniel Davidsen – basso, chitarra, tastiera, programmazione
- Peter Wallevik – tastiera, pianoforte, programmazione
- Jerry Flowers – battito delle mani
- Nathan Barlowe – battito delle mani
- Mich Hansen – percussioni

Produzione
- Cutfather – produzione
- PhD – produzione
- Dan McCarroll – produzione aggiuntiva
- Josh Ditty – registrazione
- Marco Sonzini – registrazione
- John Hanes – ingegneria del suono
- Randy Merrill – mastering
- Șerban Ghenea – missaggio

## Classifiche

### Classifiche settimanali
| Classifica (2020-21) | Posizione massima |
| -------------------- | ----------------- |
| Australia            | 6                 |
| Belgio (Fiandre)     | 26                |
| Canada               | 22                |
| Croazia              | 13                |
| Islanda              | 35                |
| Paesi Bassi          | 28                |
| Polonia              | 24                |
| Regno Unito          | 40                |
| Stati Uniti          | 52                |

### Classifiche di fine anno
| Classifica (2021) | Posizione |
| ----------------- | --------- |
| Australia         | 75        |
| Canada            | 37        |
| Stati Uniti       | 81        |